# Elvin Bishop

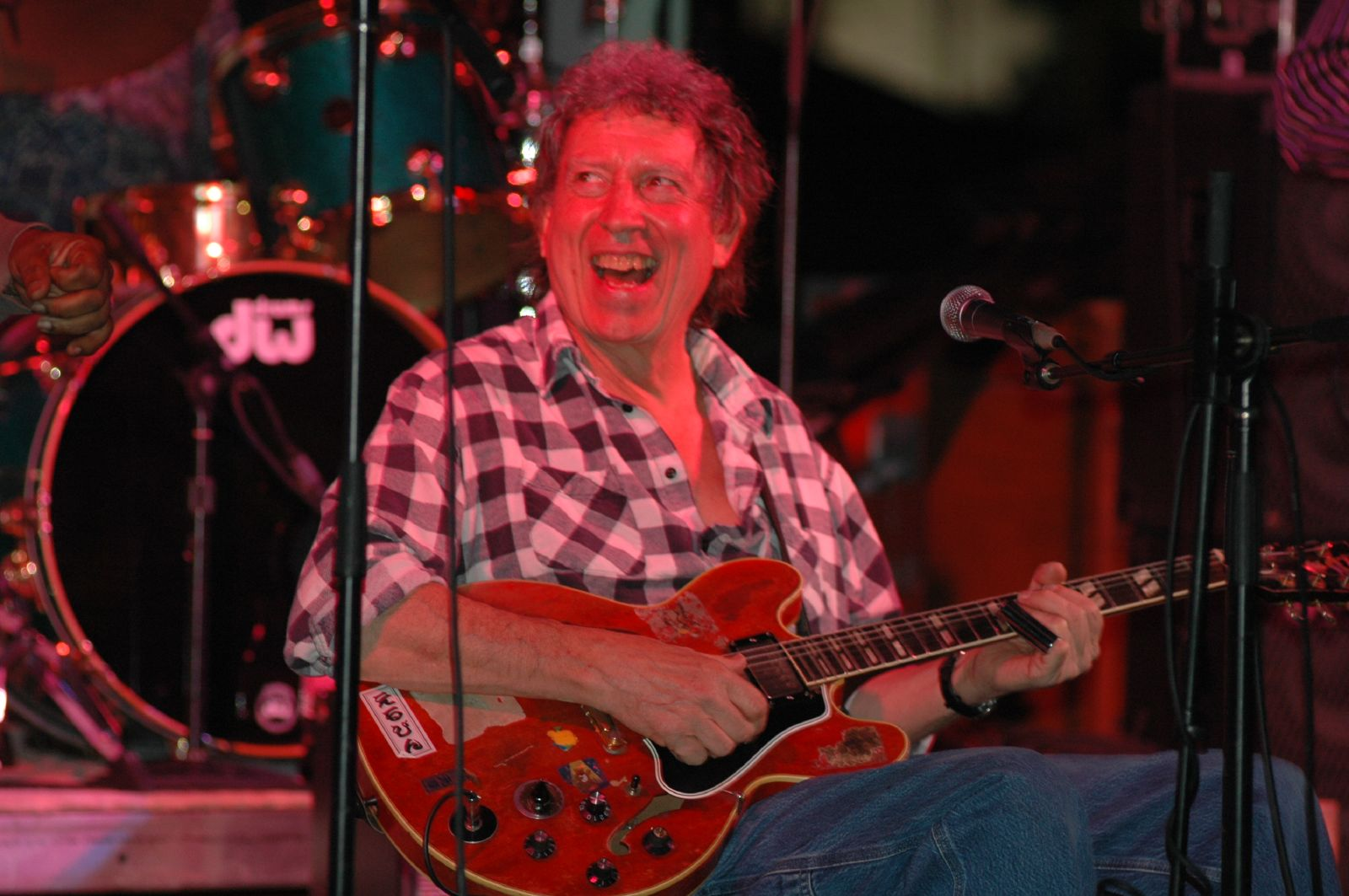
Elvin Bishop beim Riverwalk Blues Festival, 2006

Elvin Bishop (* 21. Oktober 1942 in Glendale, Kalifornien) ist ein Bluesrock-Sänger und -Gitarrist.

## Karriere
Bishop verbrachte die ersten Jahre seines Lebens auf einer Farm in Iowa ohne Strom und fließendes Wasser. Mit zehn Jahren zog er mit seiner Familie nach Oklahoma, wo er in einer Umgebung mit ausschließlich weißen Menschen aufwuchs, sodass er nur wenig von schwarzer Musik zu hören bekam. Eines Tages wurde er durch das Radio auf Jimmy Reeds Mundharmonika-Spiel aufmerksam. Da er jedoch keinerlei Verbindung zur schwarzen Blues-Szene hatte, dauerte es noch etwas, bis er diese Musik für sich entdeckte.
Im Jahre 1959 zog er nach Chicago, um die Universität zu besuchen. Er freundete sich schnell mit einigen Schwarzen an und befand sich bald mitten in der Blues-Szene Chicagos. Zwei Jahre später lernte Bishop Little Smokey Smothers kennen, der ihm beibrachte, Blues-Gitarre zu spielen. In den frühen 1960er-Jahren freundete er sich dann mit Paul Butterfield an. Bishop und Butterfield begannen bald gemeinsam öffentlich aufzutreten. Nachdem sie 1963 einen Job in der North Side Chicagos angenommen hatten, wurden sie lokal berühmt. Der richtige Erfolg setzte 1965 mit der Butterfield Blues Band ein. Bishop ist auf allen frühen BBB-Alben zu hören, bis er 1968 der Band den Rücken kehrte. Er zog nach San Francisco, wo er unter anderem mit Eric Clapton, Jimi Hendrix und B.B. King spielte.
1969 gründete er dann die Elvin Bishop Group. Noch im gleichen Jahr erschien das Debütalbum der Band, The Elvin Bishop Group, gefolgt von Feel It! (1970) und Rock My Soul (1972). 1974 erschien dann das Album Let It Flow, mit dessen Single Traveling Shoes die Band erstmals in die Charts kam. Nach der 1975er-Produktion Juke Joint Jump erschien noch im gleichen Jahr das Album Struttin' My Stuff. Der 1976er-Single Fooled Around and Fell in Love von diesem Album gelang der Durchbruch in höhere Regionen der Charts. Auf dem 1977er-Album Raisin' Hell ist eines der meist gut besuchten Live-Konzerte der Band festgehalten. Nach Hog Heaven (1978), Is You Is or Is You Ain't My Baby (1981) und einer Best-of-Platte von 1979, löste sich die Band schließlich auf.
Erst 1988 meldete sich Bishop mit dem Album Big Fun auf Alligator Records zurück. Es folgten Don't Let the Bossman Get You Down (1991), Ace in the Hole (1995), The Skin I'm In (1998), Hometown Boy Makes Good (1999), die Live-Alben That's My Partner! (2000), King Biscuit Flower Hour Presents in Concert (2001) und From the Front Row:Live (2003), sowie schließlich Party Till the Cows Come Home (2004) und Gettin' My Groove Back (2005). 1995 war Bishop mit B.B. King auf Tour gegangen und er betätigte sich durch die Zeiten auch als Studiomusiker, unter anderem für John Lee Hooker und Clifton Chenier. Sein Album 100 Years of Blues (mit Charlie Musselwhite) erhielt 2021 eine Grammy-Nominierung in der Kategorie Bestes Traditional Blues Album.

## Diskografie
| Jahr | Titel Musiklabel                  | Höchstplatzierung, Gesamtwochen, AuszeichnungChartsChartplatzierungen (Jahr, Titel, Musiklabel, Platzierungen, Wochen, Auszeichnungen, Anmerkungen) | Anmerkungen |
| Jahr | Titel Musiklabel                  | US | Anmerkungen |
| ---- | --------------------------------- | --- | ----------- |
| 1974 | Let It Flow Capricorn             | US100 (17 Wo.)US |             |
| 1975 | Juke Joint Jump Capricorn         | US46 (17 Wo.)US |             |
| 1976 | Struttin’ My Stuff Capricorn      | US18 (34 Wo.)US |             |
| 1976 | Hometown Boy Makes Good Capricorn | US70 (12 Wo.)US |             |
| 1977 | Raisin’ Hell Capricorn            | US38 (12 Wo.)US | Livealbum   |

Weitere Alben
- 1969:	The Elvin Bishop Group (Sundazed)
- 1970:	Feel It! (Sundazed)
- 1972:	Rock My Soul (Epic)
- 1972: The Best Of Elvin Bishop: Crabshaw Rising
- 1978:	Hog Heaven (Capricorn)
- 1981:	Is You Is or Is You Ain’t My Baby
- 1988: Big Fun! (Alligator)
- 1991: Don’t Let the Bossman Get You Down! (Alligator)
- 1992: Sure Feels Good: The Best of Elvin Bishop
- 1992: 20th Century Masters: The Millennium Collection...
- 1994: Tulsa Shuffle: The Best Of Elvin Bishop
- 1995: Ace in the Hole (Alligator)
- 1997: The Best Of Elvin Bishop
- 1998:	The Skin I’m (Alligator)
- 2000:	That’s My Partner! (Livealbum, Alligator)
- 2001:	King Biscuit Flower Hour Presents in Concert (Livealbum, King Biscuit Entertainment)
- 2001: Extended Versions (Collectables)
- 2002: 20th Century Masters (Universal)
- 2003: Ace in the Hole (Alligator)
- 2003: Feel It! (Sundazed)
- 2003: That’s My Partner! (Alligator, mit Little Smokey Smothers)
- 2004: Party Till the Cows Come Home (Acadia)
- 2004: Best of Elvin Bishop (Universal Special Products)
- 2004: Fillmore & Epic Recordings (Evangeline)
- 2004: Extended Versions
- 2005: Gettin’ My Groove Back (Blind Pig Records)
- 2006: Best of Elvin Bishop (Umvd)
- 2007:	Booty Bumpin’: Recorded Live (Blind Pig Records)
- 2008: The Blues Rolls On (Delta Groove Productions Grammynominierung)
- 2008: Tulsa Shuffle-the Best of Elvin Bishop Blue Label (SPV)
- 2009: Juke Joint Jump/Struttin' My Stuff (Raven)
- 2010: Red Dog Speaks (Delta Groove Music)
- 2010: Booty Bumpin Live (Blind Pig)
- 2011: Raisin’ Hell Revue (Livealbum, Delta Groove Music)
- 2014: Can’t Even Do Wrong Right (Alligator)
- 2017: Elvin Bishop’s Big Fun Trio
- 2021: Elvin Bishop & Charlie Musselwhite: 100 Years of Blues (Alligator)

### Singles
| Jahr | Titel Album                                       | Höchstplatzierung, Gesamtwochen, AuszeichnungChartplatzierungen (Jahr, Titel, Album, Platzierungen, Wochen, Auszeichnungen, Anmerkungen) | Höchstplatzierung, Gesamtwochen, AuszeichnungChartplatzierungen (Jahr, Titel, Album, Platzierungen, Wochen, Auszeichnungen, Anmerkungen) | Anmerkungen |
| Jahr | Titel Album                                       | UK | US | Anmerkungen |
| ---- | ------------------------------------------------- | --- | --- | ----------- |
| 1974 | Travelin’ Shoes Waitress In a Donut Shop          | — | US61 (6 Wo.)US |             |
| 1975 | Sure Feels Good Juke Joint Jump                   | — | US83 (5 Wo.)US |             |
| 1976 | Fooled Around and Fell In Love Struttin’ My Stuff | UK34 Silber · (4 Wo.)UK | US3 Gold · (17 Wo.)US |             |
| 1976 | Struttin’ My Stuff                                | — | US68 (4 Wo.)US |             |
| 1976 | Spend Some Time Hometown Boy Makes Good!          | — | US93 (8 Wo.)US |             |

### Gastauftritte (Auswahl)
- 1968: I Stand Alone – Al Kooper
- 1969: Live Adventures of Mike Bloomfield and Al Kooper – Al Kooper & Mike Bloomfield
- 1972: Never Get Out of the Blues Alive – John Lee Hooker
- 1974: Out West – Clifton Chenier
- 1974: Waitress in a Donut Shop – Maria Muldaur
- 1976: 20th Anniversary of Rock N’ Roll – Bo Diddley
- 1977: Flip, Flop & Fly – Doug Kershaw
- 1991: Alligator Records 20th Anniversary Collection – Various Artists
- 1992: Back to Back: Elvin Bishop/Wet Willie – Elvin Bishop/Wet Willie
- 1993: Alligator Records 20th Anniversary Tour
- 1994: 3 Harp Boogie – James Cotton
- 1995: Let’s Work Together Live – George Thorogood & the Destroyers
- 2000: Chill – Rusty Zinn
- 2000: King of the Highway – Norton Buffalo & the Knockouts
- 2004: Ladies Man – Pinetop Perkins
- 2004: Livin’ with the Blues – Vassar Clements
- 2008: Command Performance – Legendary Rhythm & Blues Revue
- 2008: Midnight Blues – Magic Slim & the Teardrops

### Videoalben
- 2001: From the Front Row - King Biscuit Flower Hour Presents In Concert